# Рока Сан Феличе
Рока Сан Феличе (итал. Rocca San Felice) је насеље у Италији у округу Авелино, региону Кампанија.
Према процени из 2011. у насељу је живело 358 становника. Насеље се налази на надморској висини од 733 м.

## Становништво
Према резултатима пописа становништва 2011. у општини је живело 869 становника.
| 1931. | 1936. | 1951. | 1961. | 1971. | 1981. | 1991. | 2001. | 2011. |
| ----- | ----- | ----- | ----- | ----- | ----- | ----- | ----- | ----- |
| 1.169 | 1.257 | 1.621 | 1.472 | 1.307 | 1.168 | 1.220 | 903   | 869   |

## Партнерски градови
- Tavernola San Felice